# Dangerous (canção de Busta Rhymes)
"Dangerous" é uma canção de hip hop escrita por Lawrence Dermer, Trevor Smith, Rashad Smith, Henry Stone e Freddy Stonewall para o segundo álbum de Busta Rhymes, When Disaster Strikes. A canção é a décima quinta faixa do álbum, e foi lançada como seu segundo single, chegando ao #9 na Billboard Hot 100. Foi nomeada para o Grammy Award de Melhor Performance Solo de Rap no quadragésimo primeiro Grammy Awards em 1999, mas perdeu para Gettin' Jiggy wit It, de Will Smith.

## Formatos e lista das faixas
- CD single

1. "Dangerous" (album version)
2. "Dangerous" (instrumental)
3. "Dangerous" (acapella)
4. "You Won't Tell, I Won't Tell" (unavailable on album)
5. "Coming Off" (unavailable on album)
6. "You Won't Tell, I Won't Tell" (instrumental)
7. "Coming Off" (instrumental)

- UK CD single

1. "Dangerous" (album version)
2. "Dangerous" (Soul Society remix)
3. "Dangerous" (album dirty version)
4. "Dangerous" (Natural Born Chillers remix)

## Paradas
| Parada                                            | Posição topo |
| ------------------------------------------------- | ------------ |
| Dutch Top 40                                      | 84           |
| New Zealand                                       | 33           |
| UK Singles Chart                                  | 32           |
| U.S. Billboard Hot Rap Singles                    | 1            |
| U.S. Billboard Hot Dance Music/Maxi-Singles Sales | 1            |
| U.S. Billboard Hot R&B/Hip-Hop Singles & Tracks   | 4            |
| U.S. Billboard Hot 100                            | 9            |
| U.S. Billboard Top 40 Tracks                      | 29           |
| U.S. Billboard Rhythmic Top 40                    | 31           |

| Parada                                            | Posição topo |
| ------------------------------------------------- | ------------ |
| Dutch Top 40                                      | 84           |
| New Zealand                                       | 33           |
| UK Singles Chart                                  | 32           |
| U.S. Billboard Hot Rap Singles                    | 1            |
| U.S. Billboard Hot Dance Music/Maxi-Singles Sales | 1            |
| U.S. Billboard Hot R&B/Hip-Hop Singles & Tracks   | 4            |
| U.S. Billboard Hot 100                            | 9            |
| U.S. Billboard Top 40 Tracks                      | 29           |
| U.S. Billboard Rhythmic Top 40                    | 31           |

| Parad de fim de ano (1998) | Posição |
| -------------------------- | ------- |
| U.S. Billboard Hot 100     | 80      |